# Mosdenia leptostachys
Mosdenia leptostachys är en gräsart som först beskrevs av Franciso Manoel Carlos de Mello de Ficalho och William Philip Hiern, och fick sitt nu gällande namn av Clayton. Mosdenia leptostachys ingår i släktet Mosdenia och familjen gräs. Inga underarter finns listade i Catalogue of Life.